# فرانكلين غيرا
فرانكلين غيرا (12 أبريل 1992 في الإكوادور - ) هو لاعب كرة قدم إكوادوري في مركز الوسط. لعب مع نادي برشلونة.

## وصلات خارجية
- فرانكلين غيرا على موقع قاعدة بيانات كرة القدم.إي يو (الإنجليزية)
- فرانكلين غيرا على موقع Soccerway.com (الإنجليزية)
- فرانكلين غيرا على موقع عالم كرة القدم.نت (الإنجليزية)